# En boys liv
En boys liv är en dagboksroman skriven av Ferdinand Oyono, och utgiven 1956. Den översattes till engelska 1966, och svenska 1977.

## Handling
Berättelsen börjar i Spanska Guinea, där en fransman på semester hittar en man som heter Toundi. Han har varit sårad, och avlider snart. Fransmannen hittar dagboken. Resten av berättelsen är dagboken, som fransmannen läser.
Dagboken börjar med att Toundi bor med sin familj, sedan rymmer han hemifrån. Han räddas av prästen Gilbert. Hans pappa kommer för att ta honom tillbaka, och säger att allt blir bra om han följer med, men Toundi tror inte på det, och stannar. Toundi ser Gilbert som sin nya pappa. Gilbert lär Toundi att läsa och skriva, och om katolicism. Toundi tror på katolicismen.
Gilbert omkommer i en motorcykelolycka några månader senare. Toundi hamnar då hos en kommendant, där han arbetar som betjäntpojke för dennes familj. Sex månader senare kommer kommendantens fru tillbaka från Frankrike. Hon attraherar männen i staden, vilket kommendanten inte gillar. När kommendanten ger sig ut på resa igen blir frun allt mer misstänksam mot Toundi. Hon börjar ha en affär med fängelsedirektören Moreau. Moreau är brutal mot afrikanerna, och Toundi ser honom piska två andra afrikaner, så de nästan dör. 
Kommendanten återvänder från sin resa, och upptäcker sin frus affärer. Efter en tids gräl kommer de återigen överens. Frun blir alltmer misstänksam mot Toundi, då hon vet att han känner till hennes affär. Sophie, vatteningenjörens älskarinna, anklagas för att ha stulit sina anställdas löner med Toundis hjälp. Han förs till fängelset, och torteras så att han skall erkänna ett brott han inte begått. Toundi hålls inlåst i en hydda nära polishuset. Där lär han känna Mendim. Mendim fruktas av andra människor, men blir snart vän med Toundi. Moreau ber Mendim att klå upp Toundi, men de simulerar skadan så att han skall se skadad ut. Resten av dagen spelar de kort.
Toundi blir sjuk, och Mendim tar Toundi till sjukhuset. De får vänta länge på läkare, då bara den svarte läkaren finns kvar där. Den andra, vite läkaren avancerade i graderna. Läkaren upptäcker att Toundi brutit revbenen. På sjukhuset, där Toundi befinner sig, återvänder Moreau med den vite läkaren. Han talar om att straffa Toundi igen. Senare, då Moreau givit sig av, flyr Toundi från sjukhuset, men vet inte vart han skall gå.
Vid berättelsens slut ifrågasätter Toundi sin tro, och slutar tro på Gud.

### Fotnoter
1. ↑  Rune Staaf (26 februari 2008). ”Afrikansk litteratur”. Arkiverad från originalet den 13 augusti 2010. https://web.archive.org/web/20100813004736/http://www.jk-industrikonsult.se/res/default/afrikansk_litteratur_rotary_2003_utkast_1.pdf. Läst 29 oktober 2012.